# Дънкан Маклауд
Дънкан Маклауд (на английски: Duncan MacLeod) е главен герой, персонаж от френско-канадския телевизионен сериал Шотландски боец. Той е от клана Маклауд и е роден през 1592 г. Умира през 1622 г., но възкръсва и става безсмъртен. Сериалът проследява живота му в продължение на около 400 години.
Започва пътя си като млад, наивен и необразован, но пътувайки по света, той получава образование, става по-мъдър и сдържан. Говори на много езици, между които галски, английски, френски, италиански, руски, испански, китайски, японски, немски и арабски. Дънкан Маклауд също така е експерт в много бойни изкуства. За дългия си живот той е войник, телохранител, редактор, шофьор, учител и собственик на антикварен магазин.
В ролята на Дънкан Маклауд е британският актьор Ейдриън Пол.